# Остин Махон
Остин Махон (енгл. Austin Mahone, 4. април 1996) је амерички певач и текстописац.

## Детињство и младост
Родио се 4. априла 1996. у Сан Антонију, као син Мишел Ли (Демјанович) и Чарлса Едгара Махона. Отац му је умро када је имао годину и по дана, тако да га је подизала мајка. Похађао је средњу школу Лејди Берд Џонсон. Био је у вези са Камилом Кабело, чланицом групе Фифт Хармони. Са певачицом Беки Џи био је у вези од 2015. до 2016. Половином марта 2016. започео је везу са моделом Катјом Елис Хенри.

## Каријера

### 2010—2014: Почетак каријере, Extended Play и The Secret
Постао је познат постављањем обраде туђих песама на Јутјубу у јуну 2010. У октобру 2011, Махон је поставио обраду песме Mistletoe канадског поп-певача Џастина Бибера. Дана 14. фебруара 2012, Махон независно издаје свој први сингл "11:11" на Ајтјунсу. Дана 4. јуна 2012, издаје свој ЕП, Extended Play у Јапану, са својим другим синглом "Say Somethin", који је следећи дан био доступан широм света. Дана 28. августа 2012, Махон је потписао уговор са Јуниверзал Репаблик Рикордсом. У новембру 2012, постао је Тин амбасадор за Тракфит линију одеће репера Лил Вејна. Снимио је и рекламе за Мекдоналдс и Хот натс, мексичку ужину. Дана 3. децембра, издаје сингл "Say You're Just a Friend" у дуету са репером Фло Ридом. Касније је избацио и верзију са клавиром у позадини уз објашњење да је свестан да се његовим фановима допада оригинална верзија али да је наилазио и на коментаре у којима су се неки жалили да нису могли да чују и његов глас.
У јуну 2013, издао је сингл "What About Love" која осваја и награду МТВ видио мјузик. Исте године, на  Red Tour са Тејлор Свифт одлази као предгрупа. У децембру 2013, постаје Дигитални и брендирани стратегиста Аквафининог новог газираног напитка, намењеног искључиво тинејџерима. Дана 17. октобра 2013, започиње турнеју MTV Artist To Watch Tour . Дана 13. новембра, издаје промотивни сингл "Banga Banga". Дана 27. јануара 2014, издаје песму "Mmm Yeah" као главни сингл са албума The Secret, који је пуштен у продају 27. маја. Дана 25. јула, Махон одлази на турнеју Austin Mahone: Live on Tour. Током 2014. и 2015, издао је 5 синглова:"Say My Name", "Places", "Waiting For This Love", "Someone Like You" и "Torture" који су били доступни за бесплатно преузимање на његовој званичној Саунд Клауд страници.

### 2015—данас: This Is Not the Album и деби студијски албум
Махон се појављује у споту певачице Беки Џи "Lovin' So Hard", који је објављен 6. маја 2015. Дана 1. јула 2015, Махон је издао песму "Dirty Work"', као водећи сингл са свог деби албума. У интервјуу за Билборд изјављује да ће албум издати крајем 2015. Дана 5. септембра 2015, објављено је да ће се Махон придружити певачима Ти Ају и Пии Мии на турнеји Џејсона Делурапо Аустралији. Између септембра и октобра 2015, издаје неколико синглова: "Do It Right", "On Your Way", "Not Far" и "Put It On Me", који се могу бесплатно преузети са његове званичне Саунд Клауд странице.
У интервјуу за Тин Вог, 13. новембра 2015, Махон је изјавио да ће до краја 2015. издати бесплатну миксовану касету. Дана 15. децембра исте године, открио је и њен назив, This Is Not The Album али и омот, као и да ће бити у продаји од 17. децембра.
У мају 2016, Махон је постао заштитно лице Мејсис кампање.

## Дискографија
Студијски албум
- (2017)
- (2023)

## Филмографија

### Телевизија
| Година | Назив        | Улога          | Белешке                                  |
| ------ | ------------ | -------------- | ---------------------------------------- |
| 2013   | Биг Тајм Раш | самог себе     | "Big Time Dreams" (сезона 4, епизода 12) |
| 2014   | Милерови     | Адам(тинејџер) | "Bahama Mama" (сезона 1, епизода 16)     |
| 2014   | Фешн Полис   | самог себе     | "Spring Fever" (сезона 9, епизода 16)    |

### Веб емисије
| Година  | Наслов                | Улога              | Белешке                 |
| ------- | --------------------- | ------------------ | ----------------------- |
| 2012-13 | Остин Махоне Тејковер | самог себе         | документарна веб-серија |
| 2013-14 | Мајхоуми Меднес       | самоге себе/судија | документарна веб-серија |

## Турнеје

### Предводник
- MTV Artist To Watch Tour (2013–14)
- Live on Tour (2014)

### Предгрупа
- The Red Tour (2013) (Тејлор Свифт)
- Summer Tour (2013) (Бриџит Мендлер)
- Jason Derulo Tour (2015) (Џејсон Делуро)